# حبق فورسكاولي
حبق فيشري  أو الضميران (الاسم العلمي:Ocimum fischeri) هو نوع من النباتات يتبع جنس الحبق من الفصيلة الشفوية.